# Saint-Juéry, Aveyron

Saint-Juéry este o comună în departamentul Aveyron din sudul Franței. În 1 ianuarie 2022 avea o populație de 276 de locuitori.